# Petrovdanski sabor 1941. (knjiga)
Petrovdanski sabor 1941. je naslov knjige crnogorskog novinara Vladimira Jovanovića.
Pored sistematiziranog opisa kronologije koja je prethodila proglašenju crnogorske nezavisnosti pod talijanskom okupacijom 12. srpnja 1941., kao i životopisa aktera ovog kontroverznog događaja, u knjizi su, prvi put za crnogorsku javnost, objavljeni prvorazredni povijesni izvori – fotografije o Petrovdanskom saboru.
Autor u predgovoru piše (orig. citat, na crnog.):
„Iz današnje vizure, zatrpane banalnostima politikantskih ’tumačenja’ istorije, za mnoge će djelovati šokantno činjenica da su dr. Sekula Drljević i mitropolit crnogorsko-primorski SPC Joanikije (Lipovac), svako na svoj način, akteri Petrovdanskog sabora na kojem je, pod nadzorom italijanske okupacione vlasti, usvojena Deklaracija da se ’proglašava suverena i nezavisna Država Crna Gora u obliku Ustavne Monarhije’.
U službenoj povijesti SPC (iz 1996.), koju autor u knjizi citira, tvrdi se: 
"Da je Mitropolit Joanikije bio okupatorski sluga on bi svakako učestvovao u petrovdanskom proglašenju tzv. ’Nezavisne države Crne Gore’... Mitropolit Joanikije je svojim beskompromisnim stavom ignorisao takve crnolatinaške, separatističke i anticrnogorske ideje i skupove".
Međutim, na fotografijama talijanskog porijekla, koje je objavio Vladimir Jovanović, vidi se kako je mitropolit Joanikije (1997. od strane Svetog arhijerejskog sabora SPC proglašen „sveštenomučenikom”), bio nazočan u sali Zetskog doma na Cetinju tijekom zasijedanja Petrovdanskog sabora, te da je također bio na svečanom ručku koji je, nakon toga, priređen u cetinjskom hotelu „Grand” – gdje je sjedio između dr. Sekule Drljevića i Mihaila Ivanovića.

### Poglavlja
Knjiga Petrovdanski sabor 1941. ima sljedeća poglavlja:
- Akteri (životopisi članova Predsjedništa Petrovdanskog sabora: bivšeg crnogorskog ministra Mihaila Ivanovića, dr Sekule Drljevića, bivšeg crnogorskog ministra Jovana Popovića, odvjetnika Dušana Vučinića, odvjetnika Toma Kršikape, protojereja Sima Martinovića, učitelja Staniše Mučalice; zatim Joanikija (Lipovca), talijanskog okupacijskog visokog komesara grofa Serafina Mazzolinia i zapovjednik divizije Messina general-lajtnanta Carla Tuccia;
- Kronologija (popis po danima najvažnijih događaja i činjenica od početka talijanske okupacije 17. travnja 1941. do zasijedanja Petrovdanskog sabora);
- Delegati Petrovdanskog sabora (životopisi učesnika događaja 12. srpnja 1941. na Cetinju);
- Crnogorski Sabor proglasio je Slobodnu i Nezavisnu Kraljevinu Crnu Goru (izvješće lista Glas Crnogorca – La voce del Montenegro, br. 9, 13. srpnja 1941.);
- Petrovdan, Cetinje, 12. srpanj 1941. (foto-dokumenti o Petrovdanskom saboru).

Knjiga Vladimira Jovanovića Petrovdanski sabor 1941. (ISBN 978-86-85747-34-2) tiskana je 2011. u nakladi Otvorenog kulturnog foruma i Dukljanske akademije nauka i umjetnosti.